# Ponte do Freixo
A Ponte do Freixo é uma ponte rodoviária que liga Vila Nova de Gaia ao Porto, sobre o rio Douro, em Portugal.
Das pontes que ligam o Porto a Vila Nova de Gaia, a Ponte do Freixo é a que está mais a montante do rio Douro. Projecto de autoria do Prof. António Reis, a Ponte do Freixo foi construída na tentativa de minimizar os congestionamentos ao trânsito automóvel vividos nas Pontes da Arrábida e de Luís I, particularmente notórios desde finais da década de 1980.
Trata-se, na verdade, de duas pontes construídas em pórtico lado a lado e afastadas 10 cm uma da outra. A ponte tem oito vãos, sendo o principal de 150 m. É uma ponte rodoviária com oito vias de trânsito(quatro em cada lado), mas com um tabuleiro a cotas muitos inferiores à de todas as restantes pontes que ligam o Porto a Gaia.
A Ponte do Freixo foi inaugurada em Setembro de 1995 pela então Junta Autónoma das Estradas.

## Atualidade
Em 2011 passam pela ponte, em média, 95 mil carros por dia.